# Bernières-sur-Seine

Bernières-sur-Seine este o comună în departamentul Eure, Franța. În 1 ianuarie 2020 avea o populație de 1.759 de locuitori.